# Čas znovu nalezený
Čas znovu nalezený (v originále Le Temps retrouvé) je francouzsko-italsko-portugalský hraný film z roku 1999, který režíroval Raúl Ruiz podle stejnojmenného románu Marcela Prousta. Snímek měl světovou premiéru na filmovém festivalu v Cannes dne 16. května 1999.

## Děj
Velmi nemocný a upoutaný na lůžko, vypravěč Hledání ztraceného času, při nostalgickém listování ve svém fotoalbu, hledí zpět na svůj život.

## Obsazení
| Catherine Deneuve          | Odette de Crécy                    |
| Emmanuelle Béart           | Gilberte                           |
| Vincent Perez              | Morel                              |
| Pascal Greggory            | Saint-Loup                         |
| Marie-France Pisier        | paní Verdurinová                   |
| Chiara Mastroianniová      | Albertine                          |
| Arielle Dombasle           | Madame de Farcy                    |
| Édith Scob                 | Oriane de Guermantes               |
| Elsa Zylberstein           | Rachel                             |
| Christian Vadim            | Bloch                              |
| Dominique Labourier        | paní Cottardová                    |
| Philippe Morier-Genoud     | pan Cottard                        |
| Melvil Poupaud             | kníže de Foix                      |
| Mathilde Seigner           | Céleste                            |
| Jacques Pieiller           | Jupien                             |
| Hélène Surgère             | Françoise                          |
| André Engel                | vypravěč jako starý                |
| Georges Du Fresne          | vypravěč jako dítě                 |
| Monique Mélinand           | Marcelova babička                  |
| Laurence Février           | Marcelova matka                    |
| Jean-François Balmer       | strýc Adolphe                      |
| Marcello Mazzarella        | vypravěč                           |
| John Malkovich             | baron de Charlus                   |
| Pierre Mignard             | vypravěč jako dospívající          |
| Lucien Pascal              | kníže de Guermantes                |
| Jérôme Prieur              | pan Verdurin                       |
| Bernard Pautrat            | Charles Swann                      |
| Alain Robbe-Grillet        | Goncourt                           |
| Ingrid Caven               | ruská princezna                    |
| Jean-Claude Jay            | vévoda de Guermantes               |
| Camille Du Fresne          | Gilberte jako dítě                 |
| Alain Rimoux               | pan Bontemps                       |
| Alain Guillo               | slavný malíř                       |
| Xavier Brière              | správce Marcelova domu             |
| Bernard Garnier            | pan Cambremer                      |
| Monique Couturier          | markýza de Villeparisis            |
| Isa Mercure                | paní Bontempsová                   |
| Pierre-Alain Chapuis       | správce paláce Guermantesových     |
| Jean-François Lapalus      | vrátný v Café de la Paix           |
| Damien Odoul               | Gaspard, kuchař v Café de la Paix  |
| Daniel Isoppo              | ředitel hotelu v Balbecu           |
| Patrice Juiff              | mladý číšník v hotelu v Balbecu    |
| Pascal Tokatlian           | vrátný v hotelu v Balbecu          |
| Marine Delterme            | Morelova přítelkyně                |
| Jean Badin                 | manžel Rachel                      |
| Laurent Schwaar            | Maurice                            |
| Messaoud Hattau            | pan Léon                           |
| Alexandre Soulié           | Louis                              |
| Sebastien Libessart        | voják                              |
| Fabrice Cals               | dělník u Jupiena                   |
| Jean-Pierre Allain         | dělník u Jupiena                   |
| Carl de Miranda            | prodavač u Jupiena                 |
| Hervé Falloux              | pan Redingote                      |
| Philippe Lehembre          | generál                            |
| Eric Vanzetta              | důstojník                          |
| Rosita Mital               | stará panna                        |
| Tatie Vauville             | její matka                         |
| Michel Armin               | zákazník u Jupiena                 |
| Pierre Vilanova            | pan René                           |
| André Delmas               | kněz u Jupien                      |
| Philippe Gauguet           | řidič u Jupiena                    |
| Serge Brincat              | číšník v Café de la Paix           |
| Yann Claassen              | voják v Café de la Paix            |
| Bruno Guillot              | voják v Café de la Paix            |
| Emmanuel Crepin            | voják v Café de la Paix            |
| Francis Leplay             | zaměstnanec u Jupiena              |
| Isabelle Auroy             | paní de Sainte-Euverte             |
| Jacques-François Zeller    | Marcelův dědeček                   |
| Serge Dekramer             | Marcelův otec                      |
| Suzy Marquis               | stará dáma u Gilberte              |
| Laure de Clermont-Tonnerre | dívka u Gilberte                   |
| Georgette Bastien-Vona     | paní de Marsantes                  |
| René Marquant              | pan d'Argencourt                   |
| Laetitia Colom-Vialazeix   | Léa                                |
| Maxime Nourissat           | Léo                                |
| Romain Sellier             | Charlesův přítel v Café de la Paix |
| Pierre Pitrou              | fotograf                           |
| Alexandre Boussat          | René                               |
| Sheila Trubacek            | komtesa de Saint-Fiacre            |
| Bernard Barberet           | jednonohý člověk                   |
| Diane Dassigny             | pianista na plese                  |
| Guillaume Choquet          | houslista na plese                 |
| Alain Duclos               | sluha strýce Adolpha               |
| Manuela Morgaine           | čtenářka                           |
| Christian Magis            | slepec                             |

## Ocenění
- Filmový festival v Cabourgu: Zlatá labuť pro nejlepší herečku (Emmanuelle Béart)
- Mezinárodní filmový festival v Ourense: nejlepší kamera (Ricardo Aronovich)
- César: nominace na nejlepší kostýmy (Gabriella Pescucci a Caroline de Vivaise)
- Filmová anketa Village Voice: nominace na cenu pro nejlepší film (10. místo)